# João Geraldo
João Geraldo, né le 29 septembre 1995 à Mirandela, est un pongiste portugais. Il est notamment double champion du Portugal en simple. Son jeu est caractérisé par des frappes puissantes avec beaucoup de rotation.

## Biographie
Il fait partie de la génération dorée du Portugal, composée de Marcos Freitas, João Monteiro et Tiago Apolónia, championne d'Europe en 2014 pour la première fois de son histoire et vice-championne d'Europe en 2017.
Aux Jeux Européens de 2015, il décroche la médaille d'or en par équipes après la victoire du Portugal contre la France en final.
En 2016, il remporte l'Open de Slovénie dans la catégorie des moins de 21 ans après sa victoire contre Quentin Robinot en final.
Il s'adjuge le titre en double messieurs avec Diogo Carvalho de l'Open du Portugal de 2020.
Il est sacré deux fois champion du Portugal en simple en 2015 et en 2021.
Il est sponsorisé par la marque Butterfly. Il est le 45e joueur mondial en septembre 2023.

## Parcours en club
Il a joué pour le club du TSV Bad Königshofen en 2015. Il s'entraînait alors au centre du club du TTF Liebherr Ochsenhausen.
Il signe en 2018 au club des Loups d'Angers qui évolue en pro A, la première division française,.
Il gagne deux années d'affilée le championnat de France de Pro A avec son club d'Angers en 2021, et en 2022. Ses prestations pendant le saison 2020-2021 lui valle le titre de meilleur performer du championnat. En effet il affiche un bilan de 21 victoires pour 4 défaites.
Il prolonge jusqu'en 2025 avec son club.

## Style de jeu
Son entraîneur David Pilard aux Loup d'Angers le décrit comme un joueur "agressif et explosif".